# ناو کلاس ادونچر
کروزر کلاس ادونچر (به انگلیسی: Adventure-class cruiser) یک کلاس از کشتی است که طول آن ۳۹۵ فوت (۱۲۰٫۴ متر) می‌باشد.